# Орден «Манас»
Орден «Манас» (кирг. «Манас» ордени) — высшая государственная награда Кыргызской Республики. Учреждён 16 апреля 1996 года законом «Об учреждении государственных наград Кыргызской Республики».

## Статут ордена
Статут ордена «Манас» утверждён 10 июля 1996 года указом Президента Кыргызской Республики:
Орденом «Манас» награждаются граждане за выдающийся вклад в защиту и укрепление государства и демократического общества, единства народа, приумножение экономического, духовного и интеллектуального потенциала страны.

## Описание ордена
Орден «Манас» имеет три степени: орден «Манас» I степени, орден «Манас» II степени, орден «Манас» III степени. Награждение производится последовательно. Президент Кыргызстана может наградить граждан орденом «Манас» I степени, минуя награждения орденом «Манас» III и II степени.
В ходе торжественной церемонии орден вручается прикреплённым к широкой шёлковой ленте синего цвета с пришитыми шёлковыми полосками белого цвета у края.
Знаком награждения орденом является орденская планка, обтянутая лентой синего цвета с белыми полосками по краям.

### Орден «Манас» I степени
Орден «Манас» I степени состоит из двух частей — золотой восьмилучевой звезды диаметром 60 мм и золотой накладной середины, состоящей из покрытых эмалью синего цвета двух переплетающихся квадратов, олицетворяющих небо и воду как символ жизни, и покрытого эмалью красного цвета центрального круга — символа солнца. В центре круга — золотое рельефное изображение скачущего на коне Манаса с развевающимся на ветру знаменем.

### Орден «Манас» II степени
Орден «Манас» II степени идентичен ордену I степени. Но звезда изготавливается из серебра; золотыми являются: накладной центр и восемь листочков, образующих круг между лучами звезды. По углам синих переплетающихся квадратов нанесены золотые вкрапления. Эмалевое покрытие — синего и красного цветов.

### Орден «Манас» III степени
Орден «Манас» III степени изготавливается из серебра. Эмалевое покрытие синего и красного цветов.

## Награждённые орденом

### I степени
- Чингиз Айтматов (1999) — писатель.
- Кофи Аннан (2002) — Генеральный секретарь Организации Объединённых Наций[1].
- Насыр Давлесов — советский, киргизский композитор, народный артист Киргизской ССР.
- Сулейман Демирель (1998) — президент Турции.
- Апас Джумагулов — государственный деятель, посол Кыргызской Республики в России.
- Мурзабек Иманалиев (2003) — советский и киргизский математик
- Кусеин Карасаев — лингвист.
- Мамбет Мамакеев — учёный-хирург.
- Мирсаид Миррахимов (2003) — врач-терапевт, академик НАН Кыргызской Республики и АМН СССР.
- Калый Молдобасанов (2003) — композитор
- Амангельды Муралиев (2011) — председатель совета директоров открытого акционерного общества «Кыргызалтын».
- Нурсултан Назарбаев (2015) — Президент Республики Казахстан[2].
- Бюбийну Орузбаева (2011) — академик, главный научный сотрудник Института языка и литературы имени Ч. Айтматова Национальной академии наук Кыргызской Республики.
- Каныбек Осмоналиев — киргизский советский тяжелоатлет.
- Владимир Путин (2017) — Президент Российской Федерации.
- Топчубек Тургуналиев (2011) — ветеран труда.
- Турдакун Усубалиев — государственный деятель, экс-глава Киргизской ССР.
- Си Цзиньпин (2019) — 7-й Председатель КНР
- город Бишкек (2003)
- Садык Шер-Нияз (2023) — кинорежиссер, общественный и государственный деятель, посол Кыргызстана во Франции, постоянный представитель Кыргызстана в ЮНЕСКО.[3]
- Реджеп Тайип Эрдоган (2024) — президент Турции[4].

### II степени
- Асанбай Пазылов — общественный деятель, руководитель крупных проектов по водоснабжению и орошении в труднодоступные поселения страны
- Абдыганы Эркебаев — академик Национальной академии наук Кыргызской Республики.
- Алмазбек Атамбаев — государственный и политический деятель, бывший президент Кыргызстана.
- Лев Васильев (2011) — советник директора тепловой электростанции г. Бишкек филиала ОАО «Электрические станции».
- Насыр Давлесов — советский, киргизский композитор, народный артист Киргизской ССР.
- Сапар Исаков (2016) — киргизский государственный деятель.
- Какиш Рыскулова (2008) — врач
- Аида Салянова (2014) — киргизский государственный деятель[5].
- Омурбек Текебаев — киргизский политический деятель.
- Кудайберген Чыныбаев — ветеран труда.
- Керимбюбю Шопокова — ветеран труда.
- Абдыганы Эркебаев (2011) — академик Национальной академии наук Кыргызской Республики.

### III степени
- Базарбаев Кудайберген Базарбаевич (28.12.2023) - руководитель Государственного агентства по делам госслужбы и МСУ
- Козубеков Тологон (31.12.2016) - поэт, писатель, переводчик, журналист
- Шамурзаев Уран Жумаевич (2010) — герой Кыргызской Республики
- Даир Асанов — советский артиллерист, участник Великой Отечественной войны, Герой Советского Союза (1943)[6]
- Тууганбай Абдиев (2005) — поэт-импровизатор, сказитель дастанов.
- Роза Айтматова (2020)[7][8] — общественный деятель
- Жамин Акималиев — учёный, академик, доктор наук, профессор.
- Абдылдажа Акматалиев (2011) — академик, директор Института языка и литературы имени Чингиза Айтматова Национальной академии наук Киргизской Республики.
- Арым Актан — кинорежиссёр.
- Камиль Атаханов (2003)[9] — врач-физиатор
- Сопубек Бегалиев (1997) — государственный и общественный деятель.
- Азимбек Бекназаров — общественный деятель (отказался от ордена[10]).
- Виктор Бутанаев (2016)[11] — историк-тюрколог.
- Санжарбек Данияров (2003)[9] — учёный-физиолог, академик НАН КР, ректор Кыргызской государственной медицинской академии в 1970—1987 гг.
- Асанхан Джумахматов (1997) — дирижёр-композитор.
- Токтожума Джээналиев (2003)[12] — председатель совета ветеранов Министерства внутренних дел Кыргызской Республики
- Казы Дикамбаев — партийный и государственный деятель.
- Орозбек Дуйшеев (2011) — ветеран труда.
- Зулумбек Жамашев (2003)[9] — юрист
- Жаныбек Жеенбаев (2003)[9] — учёный-физик
- Мстислав Иванов (2000) — ветеран Великой Отечественной войны, командир взвода 365-й отдельной разведывательной роты 303-й стрелковой дивизии 7-й гвардейской армии 2-го Украинского фронта.
- Мурзабек Иманалиев (1997) — советский и киргизский математик.
- Муратбек Иманалиев (1999) — киргизский государственный и политический деятель.
- Жоомарт Кадыралиев (2003)[9] — художник
- Эмильбек Каптагаев — руководитель аппарата президента Кыргызской Республики.
- Жамангыз Карабекова (2011) — врач-онколог онкогинекологического отделения Национального центра онкологии при Министерстве здравоохранения Кыргызской Республики.
- Бопо Каримова — ветеран труда.
- Кадыркул Качкеев — ветеран труда.
- Медетбек Керимкулов (2003)[9] — мэр города Бишкек
- Кулуйпа Кондучалова — государственный деятель.
- Темирбек Кошоев — государственный деятель.
- Дуйше Кудаяров (2003)[9] — врач-педиатор
- Карпек Курманов — доктор юридических наук, профессор, заслуженный деятель науки Кыргызской Республики.
- Омурбай уулу Макелек (2016)[11] — языковед
- Алтынбек Максутов (2016) — режиссер развлекательных программ на джайлоо «Кырчын» I и II Всемирных игр кочевников;
- Мамбет Мамакеев (2003)[9] — врач-хирург.
- Миталип Мамытов (2003)[9] — врач-нейрохирург
- Апсамат Масалиев — государственный деятель.
- Мирсаид Миррахимов (1997) — врач-терапевт, академик НАН Кыргызской Республики и АМН СССР.
- Калый Молдобасанов (1997) — композитор.
- Арстанбек Мурзалиев (2003)[9] — советский киргизский учёный-медик.
- Мурзубраимов, Бектемир Мурзубраимович (2003)[9] — учёный-химик
- Толомуш Океев (1997) — кинорежиссёр.
- Орузбаева, Бюбюйна Омурзаковна (2003)[9] — учёный-филолог
- Владимир Плоских (2003)[9] — советский и киргизский учёный-историк и археолог.
- Татьяна Покровская (2003)[9] — врач-педиатр
- Какиш Рыскулова (2003)[9] — врач
- Азиз Салиев (2003)[9] — учёный-философ
- Уран Сарбагишев (2003)[9] — советский и киргизский танцовщик и балетмейстер
- Темир Сариев — председатель партии «Ак Шумкар».
- Кайыргуль Сартбаева — Народная артистка СССР, профессор Кыргызской национальной консерватории.
- Джамал Сейдакматова (2003)[9] — артистка театра и кино
- Игорь Сергеев (1999)[13] — российский государственный и военный деятель.
- Какин Сулайманкулов (2003)[9] — советский и киргизский химик.
- Джордж Сорос (2003) — американский трейдер, финансист, инвестор[14].
- Самарбюбю Токтахунова (2003)[9] — советский, киргизский музыкант-инструменталист (исполнительница на комузе)
- Асанбек Умуралиев (2003)[9] — киргизский и советский актёр театра и кино
- Алексей Фридман (2004) — советский и российский учёный-физик[15].
- Юлий Худяков (2016)[11] — российский историк и археолог
- Павел Чалов (1997) — учёный-геофизик.
- Рейна Чокоева (2003)[9] — советская артистка балета.
- Тынчтык Чоротегин (2016) — киргизский учёный-историк.
- Дуйшонкул Чотонов, специальный и полномочный посол Кыргызской Республики в Республике Корея.
- Токон Шайлиева (2003)[16] — киргизский политик
- Болот Шамшиев (1997) — кинорежиссёр.
- Болот Шер — министр Внутренних Дел Временного правительства Киргизской республики.
- Леонид Ясиновский (1997) — артист театра и кино.
- Ибраев Эркинбек Расулович (Эрик Ибраев) — режиссер-постановщик, автор сценария Всемирные Игры Кочевников 2014—2016 Церемоний Открытия и Закрытия на ипподроме Чолпон-Ата.[источник?]
- Мамбетсеитов Иман Бейшебаевич (1999) — полковник Вооруженных Сил [17]
- Карбеков Жумабек Камчыбекович — полковник, ветеран Вооруженных Сил[18].
- Дмитрий Песков (2017) — заместитель руководителя Администрации Президента Российской Федерации — пресс-секретарь
- Юрий Ушаков (2017) — помощник Президента Российской Федерации по внешней политике
- Мишель Бернард Морис (2002) — председатель совета директоров и главный исполнительный директор корпорации «Камеко»[19]
- Сергей Кляшторный (2002) — доктор исторических наук, профессор Санкт-Петербургского отделения Института Востоковедения Российской академии наук[20]
- Ху Чженьхуа Мухаммед (2002) — профессор Пекинского центрального государственного университета национальных меньшинств[21]
- Тадао Чино (2001) — президент Азиатского Банка Развития[22]
- Джо Ерик Асвалл (1999) — региональный директор Европейского регионального бюро Всемирной организации здравоохранения[23]
- Хуан Антонио Самаранч (1999) — президент Международного олимпийского комитета[24]
- Гельмут Кутин (1999) — президент международного благотворительного фонда «SOS — Киндердорф»[25]
- Макс ван дер Стуул (1999) — верховный комиссар по делам национальных меньшинств ОБСЕ[26]
- Мишель Камдессю (1998) — директор-распорядитель Международного валютного фонда[27]
- Баюми Саид Мохамед Елсаид (2022) — президент общественного объединения «Всемирная ассамблея молодежи»[28]